# Flettner Fl 282
Die Flettner Fl 282 Kolibri war ein kleiner deutscher Militärhubschrauber aus der Zeit des Zweiten Weltkriegs, der als Aufklärer und Borderkunder eingesetzt wurde. Er war der erste in Serie gebaute Hubschrauber und einer der ersten Hubschrauber, mit dem nennenswerte Flugleistungen erbracht werden konnten.
Auffälligstes Merkmal war der Flettner-Doppelrotor, der zwei gegenläufige, ineinanderkämmende Rotoren einsetzt und damit keinen Heckrotor zum Drehmomentausgleich benötigt. Daraus ergab sich auch der Name Kolibri, weil die Drehbewegung der Rotoren bei der Betrachtung von vorne oder hinten an die schnellen Flügelschläge eines Kolibris erinnern.

## Konstruktionsmerkmale und Ausrüstung
Ein vorläufiges Kennblatt vom 23. Dezember 1943 weist zwei Varianten aus: die Fl 282 B-0 und Fl 282 B-1, wobei die B-0 einen unverkleideten Führersitz besaß, während bei der B-1 der Führersitz mit Plexiglas verkleidet war. Der Rumpf war in einer mit Stoff bespannten Gitterkonstruktion aus Stahlrohren aufgebaut. Die Steuerung erfolgte laut diesem Kennblatt durch periodische bzw. konstante Anstellwinkeländerung der Rotorblätter (heute bekannt als zyklische und kollektive Rotorblattverstellung). Per Hand konnte zwischen Hub- und Tragschrauberbetrieb umgeschaltet werden – bei Motorausfall wurde automatisch in den Tragschrauberbetrieb umgeschaltet. Für den Borderkunder war ein Bombenmagazin für zwei 5-kg-Sprengkörper sowie ein Magazin für Rauchbojen vorgesehen. Zu den Sondereinrichtungen zählten unter anderem drei elektrisch zu betätigende Sprengbolzen für den Sprungstart.

## Entwicklungsgeschichte und Erprobung
Anton Flettner arbeitete bereits seit einiger Zeit an der Entwicklung von Hubschraubern. Vorgänger der Fl 282 war die Fl 265, die ebenfalls mit Flettner-Doppelrotor ausgestattet war. Vermutlich schon 1939 begann die Konstruktion der Fl 282. Nach einigen Fesselflugversuchen, bei denen der Hubschrauber noch mit Seilen mit dem Boden verbunden war, führte Ludwig Hofmann den ersten freien Flug am 30. Oktober 1941 mit der Fl 282 V2 durch. Mit der V3 konnten Ende April 1943 bereits Höhen bis zu 3800 Metern erreicht werden. Im Rahmen der Erprobung waren verschiedene Modifikationen notwendig, unter anderem am Leitwerk, an der Verkleidung des oberen Getriebes und an der Verglasung der Kabine. An der V9 konnten sogar Flugversuche nur mit dem vorderen Rumpfteil – ohne Heck – durchgeführt werden. Eine ähnliche Variante sollte später als Fl 282 U von U-Booten aus operieren. Mit der V21 und V23 wurde eine Variante mit einem zusätzlichen Sitzplatz im hinteren Rumpf erprobt.
Insbesondere die Marine zeigte schon früh großes Interesse an diesem Flugzeug. Die Erprobung erfolgte daher bei der Erprobungsstelle in Travemünde, mit deren Flugsicherungsschiff „Greif“ ab August 1942 auch eine Erprobung auf einem Schiffsdeck durchgeführt werden konnte. Bei diesen Versuchen ging allerdings ein Hubschrauber, die V17 (CJ+SK), zu Bruch. In diesem Zusammenhang gab es auch Versuche hinsichtlich einer Verwendung zur U-Boot-Bekämpfung durch Bombenabwurf. Bemerkenswert waren auch Untersuchungen, bei denen mit dem Jagdflugzeug Fw 190 die Trefferaussichten gegen eine Fl 282 bewertet werden sollten. Dabei konnte der Hubschrauber in Höhen über 100 Metern kurzzeitig anvisiert werden, in Bodennähe jedoch gelang dies kaum. Gegen Beschuss erwies sich der „Kolibri“ ebenfalls als recht unempfindlich.
Die genaue Anzahl der Versuchsflugzeuge ist nicht bekannt, aufgrund der überlieferten Unterlagen müssen es mindestens 23 gewesen sein.
Im Reichsluftfahrtministerium (RLM) war man der Meinung, dass Flettner nicht in der Lage sei, eine ausreichende Serienproduktion durchführen zu können. Flettner selbst wehrte sich dagegen, die Produktion abzugeben. Man erwog zeitweise, die Serienfertigung an einen Mitarbeiter von Flettner zu übertragen, notfalls zwangsweise.

## Verwendung bei der Marine
Die Marine beschäftigte sich bereits vor Kriegsbeginn mit Planungen zum Einsatz von Hubschraubern von Schiffen oder U-Booten aus, siehe dazu die Ausführungen zum Fl 265. Im April 1940 sah die Marineführung in Hubschraubern wie der Fl 265 und der sich noch in der Entwicklung befindlichen Fl 282 eine ideale Grundlage, um sich gegen das verstärkte Auftreten feindlicher U-Boote zu wehren. Ein Hubschrauber wäre für den Einsatz bei der Marine, die ansonsten auf große unflexiblere Bordflugzeuge angewiesen war, ideal gewesen, nicht zuletzt, weil er auch bei schlechtem Wetter, also hohem Wellengang, sicher zum Schiff zurückkehren konnte. Es wurde errechnet, dass auf dem gleichen Raum, der für ein konventionelles Bordflugzeug erforderlich war, zehn Hubschrauber aufgestellt werden konnten. Hohe Priorität wurde auch einer kleineren, von U-Booten aus zu startenden Variante mit zylinderförmigem Rumpf zuerkannt. Da die Zuständigkeit für die Entwicklung und Fertigung bei der Luftwaffe lag, für diese jedoch der Hubschrauber eine deutlich geringere Bedeutung hatte, gelang es der Marine nicht, die Entwicklung mit der gewünschten Dringlichkeit voranzutreiben. Im April 1942 wurde ein erster Bedarf an 50 schiffgestützten Hubschraubern angemeldet, weiteren 40 zur U-Boot-Bekämpfung sowie einigen Fl 282 U für große U-Boote. Später wurde diese Forderung sogar noch auf insgesamt 110 Hubschrauber aufgestockt. Die vorhandenen Fertigungskapazitäten konnten diese großen Stückzahlen aber nicht bewältigen.
Die Marine veranlasste auch die Erprobung im Fronteinsatz auf dem im Mittelmeer operierenden Minenschiff Drache, die im November 1942 aufgenommen wurde. Im Februar 1943 wurde dem „Kolibri“ die Eignung als Bordflugzeug und zur U-Boot-Bekämpfung attestiert. Im April/Mai 1942 wurde in der Ostsee eine zusätzliche erfolgreiche Erprobung der Fl 282 auf Eignung zur U-Boot-Jagd durchgeführt.

### Bordfliegerstaffel 3./196
Am 14. Oktober 1942 wurde die Bordfliegerstaffel 3./196 aufgestellt, deren Hauptaufgabe in der Erprobung von Hubschraubern wie der Fl 282 und der Fa 330 als sogenannte „Bord-Sonderflugzeuge“ bestand. Im Rahmen der von dieser Staffel durchgeführten Versuche wurde unter anderem bei einem simulierten Seenotfall ein Mann aus einem Schlauchboot aufgenommen und an Land abgesetzt.
Ende Februar 1944 wurde von Erhard Milch die Stilllegung der Hubschrauberproduktion angeordnet, da die Kapazitäten für die Herstellung von Jagdflugzeugen genutzt werden sollten. Die Bordfliegerstaffel 3./196 wurde schließlich im Juni 1944 wieder aufgelöst.

## Großserienauftrag für das Heer

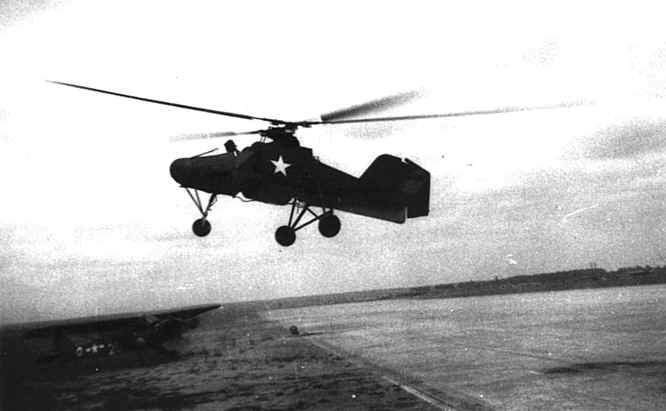
Flettner Fl 282 bei Flugversuchen in den USA

Gegen Ende 1942/Anfang 1943 erlangte das Heer durch Zufall Kenntnis von der Fl 282, als ein Hubschrauber im Rahmen einer Vorführung von Fahrzeugen für General Kurt Zeitzler bereitgestellt war. Daraufhin meldete das Heer eine Bestellung über 1000 Hubschrauber an – die Luftwaffe wehrte sich jedoch gegen die Vorstellung, die dafür nötigen Ressourcen für das Heer zur Verfügung stellen zu müssen.
Im April 1943 wurden dennoch 150 Fl 282 B in einem Lieferplan des RLM ausgewiesen; Material für weitere 500 war freigegeben. Die Fertigung sollte bei BMW in Eisenach erfolgen. In der nächstfolgenden Ausgabe des Lieferprogrammes aus dem Oktober 1943 wurde die Fertigung jedoch wieder zurückgezogen.

### Nach Kriegsende

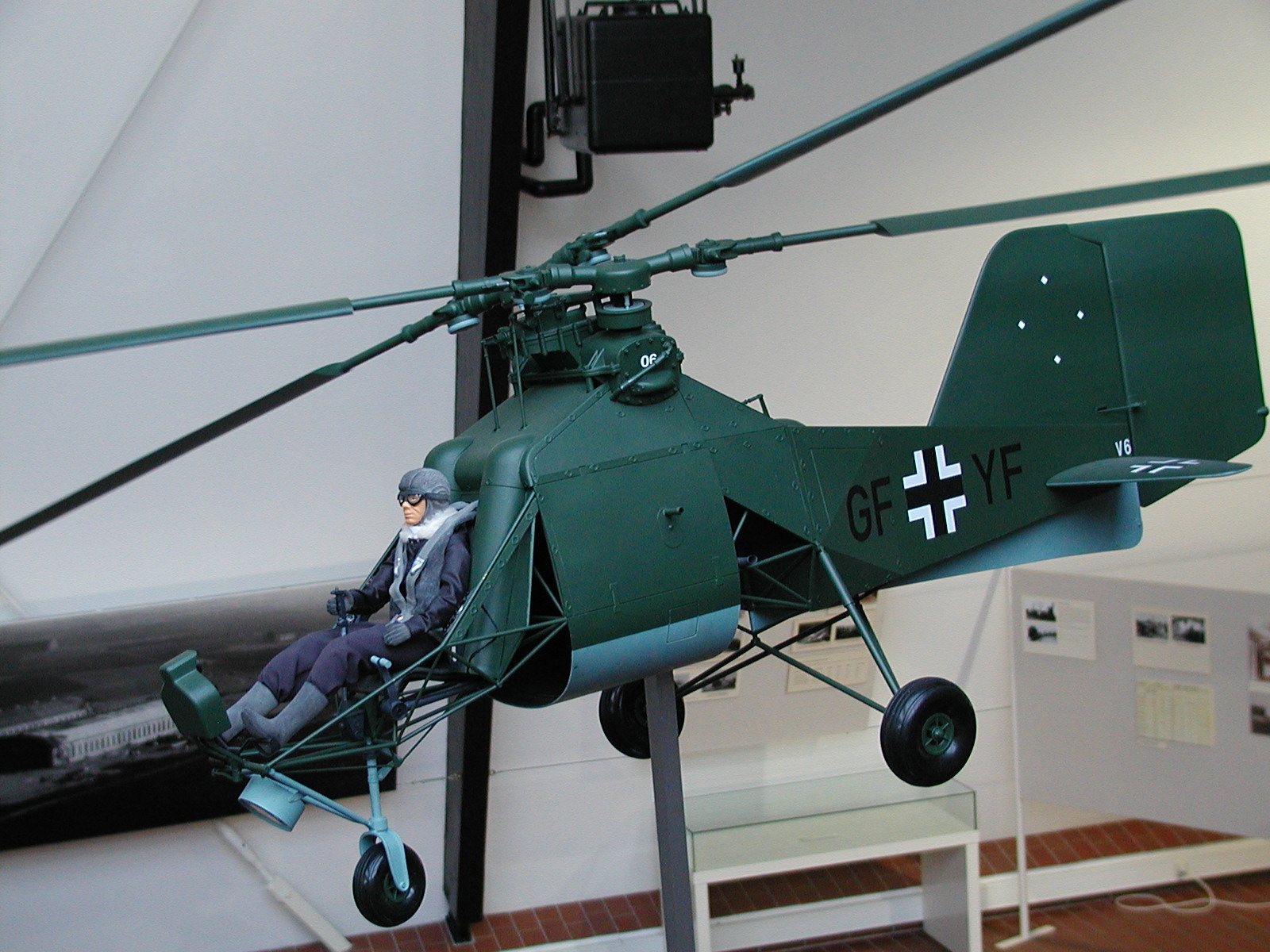
Modell im Maßstab 1:4,6 im Aeronauticum

Zwei Fl 282 gelangten als Kriegsbeute in die USA, von einem dritten kam lediglich die Rahmenkonstruktion mit dem oberen Getriebe nach England. Dort ist sie heute noch im Midland Air Museum in Coventry ausgestellt. Die sehr erfolgreiche Erprobung beeinflusste die weitere Hubschrauberentwicklung der Firma Kaman, wo mit dem K-MAX noch bis 2023 ein Hubschrauber mit ineinanderkämmenden Rotoren gebaut wurde.
Eine Fl 282, wahrscheinlich die V 16, wurde von sowjetischen Truppen erbeutet und gelangte zerlegt an das Institut für Flugforschung (LII), wo sie von einer 1946 eigens gegründeten Gruppe unter Wiktor Lapisow montiert und nach einer langwierigen Bodenerprobung im Winter 1947 von W. Tschesalow erstmals geflogen wurde. Bei einer Vorführung vor leitenden Mitarbeitern des LII wurden die Rotorblätter bei einer durch starken Wind verursachten Bodenberührung zerstört. Nach der Reparatur wurden die Tests fortgesetzt, bei der der Fl 282 gute Flugeigenschaften bescheinigt wurden.

## Technische Daten
| Kenngröße                               | Flettner Fl 282 B                                                             |
| --------------------------------------- | ----------------------------------------------------------------------------- |
| Besatzung                               | 1                                                                             |
| Rumpflänge                              | 6,15 m                                                                        |
| Höhe                                    | 2,40 m                                                                        |
| Rumpfbreite                             | 2,40 m                                                                        |
| Rotordurchmesser                        | 12,00 m                                                                       |
| Leermasse                               | 715 kg (B-0) bzw. 735 (B-1)                                                   |
| Startmasse                              | 955 / 980 kg (B-0) bzw. 975 / 1000 kg (B-1)                                   |
| Höchstgeschwindigkeit vorwärts          | 80 km/h*                                                                      |
| Höchstgeschwindigkeit rückwärts         | 30 km/h                                                                       |
| Höchstgeschwindigkeit seitwärts         | 20 km/h                                                                       |
| Höchstgeschwindigkeit als Tragschrauber | 60 km/h*                                                                      |
| Dienstgipfelhöhe                        | 1500 m**                                                                      |
| Reichweite                              | 168 km                                                                        |
| Triebwerk                               | ein BMW/Bramo 314 E mit 118 kW (160 PS), ein bei Bramo gebauter Siemens Sh 14 |
| Bewaffnung                              | zwei 5-kg-Bomben                                                              |

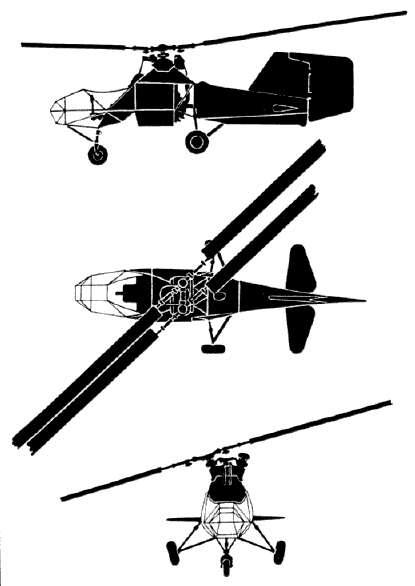
Fl 282

* Laut vorläufigem Kennblatt vom 23. Dezember 1943 handelt es sich hierbei um aus Festigkeitsgründen vorläufig beschränkte Höchstgeschwindigkeiten.
** Die Flughöhe wurde gemäß obigem Dokument ebenfalls vorläufig beschränkt, es sollen aber Flughöhen bis etwa 4.100 Metern erflogen worden sein.